# Михаил (Стаикос)
Митрополи́т Михаи́л (греч. Μητροπολίτης Μιχαήλ, в миру Михаил Ста́икос, греч. Μιχαήλ Στάικος; 22 ноября 1946, Афины, Греция — 18 октября 2011, Вена, Австрия) — архиерей Константинопольской православной церкви, митрополит Австрийский, ипертим и экзарх Венгрии и Центральной Европы. Видный деятель экуменического движения.

## Биография
Родился 22 ноября 1946 года в Афинах.
После окончания католической гимназии в Афинах, обучался в Фессалоникийском университете.
В 1964 году переехал в Вену (Австрия), с 1965 года исполнял обязанности секретаря и иподиакона у митрополита Хризостома (Цитера).
21 ноября 1977 года рукоположен в сан диакона, а 22 ноября 1977 года — в сан иерея и назначен протосинкеллом кафедрального собора Австрийской митрополии.
12 января 1986 года рукоположен в сан епископа Христупольского, викария Австрийской митрополии.
5 ноября 1991 года возглавлял Австрийскую митрополию Константинопольского патриархата с титулом — митрополит Австрийский, ипертим и экзарх Венгрии и Центральной Европы.
В 1999 году под его непосредственным руководством три храма Московского патриархата в Венгрии были отторгнуты у Русской православной церкви. После этого митрополит Михаил предъявил Будапештской епархии имущественные претензии с целью отчуждения Свято-Успенского кафедрального собора в Будапеште, однако иск был отклонён, решение было подтверждено судом высшей инстанции. Инициированные судебные процессы, широко освещавшиеся светскими средствами массовой информации, нанесли серьёзный урон делу межправославного единства и престижу Православной церкви в Венгрии.
В октябре 2010 года под его председательством была основана Конференция православных епископов Австрии.
Скончался 18 октября 2011 года в Вене на 65-м году жизни после тяжёлой продолжительной болезни.
Соболезнования в связи с кончиной митрополита выразил президент Австрии Хайнц Фишер, отметивший весомый вклад покойного в развитие межрелигиозного экуменического диалога, а также диалога мировых культур и цивилизаций.

## Экуменическая деятельность
С 1960-х митрополит сотрудничал с католическим фондом «Pro Oriente», был близок с кардиналом Римско-Католической Церкви Францем Кёнигом.
С 1995 по 2000 годы возглавлял Экуменический совет австрийских церквей, а архиепископ Венский кардинал Кристоф Шёнборн назвал митрополита Михаила «столпом экуменизма».

## Награды
- Орден святого равноапостольного великого князя Владимира III степени Русской православной церкви (1972 год)
- Орден Братства Святого Гроба Господня Иерусалимской православной церкви (1972 год)
- Орден святой равноапостольной Марии Магдалины II степени Польской православной церкви (1993 год)
- Орден святых равноапостольных Кирилла и Мефодия I степени Православной церкви Чешских земель и Словакии (1994 год)
- Командор ордена Заслуг (Венгрия, 1999 год)[4]
- Орден князя Ярослава Мудрого V степени (Украина, 2008 год)
- Орден «За заслуги» III степени (Украина, 2008 год)
- Командор ордена Почёта (Греция, 2011 год)[5]
- Большой офицерский крест I степени с золотой звездой Почётного знака «За заслуги перед Австрийской Республикой» (Австрия, 2011 год)[6]
- Медаль за гуманитарные заслуги 1-й степени Австрийского общества Альберта Швейцера (2011 год)
- Золотая медаль города Афины